# 胡安卡斯特羅布蘭科國家公園
胡安卡斯特羅布蘭科國家公園是哥斯達黎加的國家公園，位於該國北部，由阿拉胡埃拉省負責管轄，面積145平方公里，成立於1992年4月22日，該地區有57種哺乳類動物棲息。

## 外部連結
- Juan Castro Blanco National Park （页面存档备份，存于） at Costa Rica National Parks